# There Goes My Baby
There Goes My Baby je píseň amerického R&B zpěváka Ushera. Píseň pochází z jeho šestého studiového alba Raymond v. Raymond. Produkce se ujali producenti Jim Jonsin a Rico Love.

## Hitparáda
| Země | Umístění |
| ---- | -------- |
| USA  | 25       |